# Pelochyta pallida
Pelochyta pallida là một loài bướm đêm thuộc phân họ Arctiinae, họ Erebidae.